# Eleição municipal de Cuiabá em 2000
A Eleição municipal de Cuiabá ocorreu no dia 1 de outubro de 2000, para a eleição de um prefeito, um vice-prefeito e mais 21 vereadores. O prefeito Roberto França (PSDB) foi reeleito, governando a cidade pelo período de 1º de janeiro de 2001 a 31 de dezembro de 2004.

## Candidatos a prefeito
|  | Nº | Candidato(a) a prefeito | Candidato(a) a prefeito                                    | Candidato(a) a vice-prefeito | Candidato(a) a vice-prefeito                           | Coligação |
|  | -- | ----------------------- | ---------------------------------------------------------- | ---------------------------- | ------------------------------------------------------ | --- |
|  | 25 |                         | Emanuel Pinheiro (PFL) Emanuel Pinheiro                    |                              | Odette Trechaud (PL) Odette Catherine Louise Trechaud  | "Aliança Democrática Liberal" - Partido da Frente Liberal (PFL) - Partido Liberal (PL) |
|  | 45 |                         | Roberto França (PSDB) Roberto França Auad                  |                              | Luiz Antonio Soares (PSDB) Luiz Antonio Vitório Soares | "Cuiabá Não Pode Parar" - Partido da Social Democracia Brasileira (PSDB) - Partido Trabalhista Brasileiro (PTB) - Partido Verde (PV) - Partido Progressista Brasileiro (PPB) - Partido Popular Socialista (PPS) - Partido Republicano Progressista (PRP) - Partido Socialista Brasileiro (PSB) - Partido Geral dos Trabalhadores (PGT) - Partido da Mobilização Nacional (PMN) - Partido Social Cristão (PSC) - Partido da Social Democracia Cristã (PSDC) - Partido dos Aposentados da Nação (PAN) - Partido Trabalhista Nacional (PTN) - Partido Social Democrático (PSD) - Partido Social Liberal (PSL) - Partido Trabalhista do Brasil (PTdoB) |
|  | 13 |                         | Serys Slhessarenko (PT) Serys Marly Slhessarenko           |                              | Alexandre César (PT) Alexandre Luís César              | "Frente Popular" - Partido dos Trabalhadores (PT) - Partido Socialista dos Trabalhadores Unificado (PSTU) |
|  | 15 |                         | Wilson Pereira dos Santos (PMDB) Wilson Pereira dos Santos |                              | Mário Márcio Torres (PDT) Mário Márcio Gomes Torres    | "Pense o Futuro Para Viver Bem Cuiabá" - Partido do Movimento Democrático Brasileiro (PMDB) - Partido Democrático Trabalhista (PDT) - Partido Comunista do Brasil (PCdoB) - Partido Humanista da Solidariedade (PHS) - Partido Social Trabalhista (PST) |

## Resultado da eleição
| 1º Turno 1 de outubro de 2000    | 1º Turno 1 de outubro de 2000 | 1º Turno 1 de outubro de 2000 | 1º Turno 1 de outubro de 2000 |
| Candidato(a)                     | Vice                          | Votação                       | Votação                       |
| Candidato(a)                     | Vice                          | Total                         | Porcentagem                   |
| -------------------------------- | ----------------------------- | ----------------------------- | ----------------------------- |
| Roberto França (PSDB)            | Luiz Antonio Soares (PSDB)    | 137.441                       | 55,74%                        |
| Serys Slhessarenko (PT)          | Alexandre César (PT)          | 62.050                        | 25,17%                        |
| Wilson Pereira dos Santos (PMDB) | Mário Márcio Torres (PDT)     | 39.575                        | 16,05%                        |
| Emanuel Pinheiro (PFL)           | Odette Trechaud (PL)          | 7.505                         | 3,04%                         |
| Total de votos válidos           | Total de votos válidos        | 246.571                       | 100,00%                       |
| Votos apurados                   |                               |                               |                               |
| Votos válidos                    | Votos válidos                 | 246.571                       | 94,31%                        |
| Votos em branco                  | Votos em branco               | 3.977                         | 1,52%                         |
| Votos nulos                      | Votos nulos                   | 10.894                        | 4,17%                         |
| Total de votos apurados          | Total de votos apurados       | 261.442                       | 100,00%                       |
| Eleitores                        |                               |                               |                               |
| Comparecimento                   | Comparecimento                | 261.442                       | 82,78%                        |
| Abstenções                       | Abstenções                    | 54.372                        | 17,22%                        |
| Total de eleitores               | Total de eleitores            | 315.814                       | 100,00%                       |